# High School Musical: The Musical: The Series
High School Musical: The Musical: The Series är en amerikansk TV-serie från 2019, skapad av Tim Federle. Serien är baserad på High School Musicalfilmerna och är tillsammans med Disney Channel producerad av Chorus Boy och Salty Pictures. I huvudrollerna syns Olivia Rodrigo, Joshua Bassett, Matt Cornett, Sofia Wylie, Larry Saperstein, Julia Lester, Dara Reneé, Frankie Rodriguez, Mark St. Cyr, Kate Reinders och Joe Serafini.
Serien hade först premiär på Disney Channel, ABC och Freeform den 8 november 2019, och den premiär på streamingtjänsten Disney+ den 12 november 2019. I oktober samma år, precis innan seriens första säsong skulle ha premiär, stod det klart att den skulle få en andra säsong som hade premiär den 14 maj 2021. Den andra säsongen var först tänkt att ha premiär under 2020, men på grund av COVID-19 pandemin blev den uppskjuten. Den tredje säsongen hade premiär den 27 juli 2022. Den fjärde och sista säsongen hade premiär den 9 augusti 2023.

## Rollista (i urval)
| - Joshua Bassett – Ricky - Olivia Rodrigo – Nini - Matt Cornett – EJ - Julia Lester – Ashlyn - Frankie A. Rodriguez – Carlos - Sofia Wylie – Gina - Joe Serafini – Seb - Larry Saperstein – Big Red - Dara Renee – Kourtney - Kate Reinders – Miss Jenn | - Mark St. Cyr – Mr. Mazzara - Alex Quijano – Mike - Olivia Rose Keegan – Lily - Alexis Nelis – Natalie Bagley - Michelle Noh – Dana - Valente Rodriguez – Rektor Gutierrez - Jeanne Sakata – Malou - Beth Lacke – Lynne - Deepti Gupta – Kalyani Patel - Amy Tolsky – Big Reds mamma |